# Отац (српски филм из 2020)
Отац је српски филм у режији Срдана Голубовића по сценарију Огњена Свиличића. Заснован је на истинитом догађају. Премијерно је приказан на отварању 48. међународног филмског фестивала ' FEST ', 28. фебруара 2020. године.

## Радња
Филм описује трагедију и личну борбу једног човека коме су због сиромаштва представници локалних социјалних служби одузели дјецу.
Након што је његова супруга покушала самоубиство, Никола, радник на црно, губи старатељство над њихово двоје дјеце, коју смјештају код привремених старатеља. Локални шеф социјалне службе, након увида у Николине услове становања, закључује да је Никола исувише сиромашан да би осигурао адекватан живот својој дјеци.
Повучени Никола одлучује да уложи жалбу Министарству за социјална питања са сједиштем у Београду. Он из протеста започиње своје путовање, ходајући од села на југу Србије до Београда.
Очајан, али достојанствен, жели да покаже да му је стало да на највишем месту, у надлежном министарству, пронађе ријешење за свој проблем.
Кроз своје путовање, од губитника, одбаченог и пониженог човека - он постаје херој.

## Критички пријем
Џесика Кјанг из магазина Variety назвала је филм „моћним, али исцрпљујућим” и „тешким, убедљиво тужним”.

## Позадина
Филм је заснован на истинитој причи о човеку из српског града Крагујевца, који је, након што су му локалне социјалне службе одузеле децу, пешке отпутовао у Београд како би му деца била враћена.

## Улоге
| Глумац              | Улога                |
| ------------------- | -------------------- |
| Горан Богдан        | Никола (отац)        |
| Нада Шаргин         | мајка                |
| Ајла Шантић         | ћерка                |
| Мухарем Хамзић      | Милош (син)          |
| Борис Исаковић      | шеф социјалне службе |
| Милица Јаневски     | социјална радница    |
| Вахид Џанковић      | социјални радник     |
| Јово Максић         | шверцер              |
| Никола Ракочевић    | камионџија           |
| Љубомир Бандовић    | портир               |
| Славиша Чуровић     | чувар                |
| Мариана Аранђеловић | службеница           |
| Данијела Врањеш     | новинарка            |
| Изудин Бајровић     | пријатељ             |
| Милан Марић         | помоћник министра    |
| Иван Ђорђевић       | чиновник             |
| Марко Николић       | старац               |
| Мирко Влаховић      | стражар              |
| Саша Бјелић         | лекар                |

## Награде
- Врњачка Бања: Прва награда за сценарио[11]